# Шелухин, Сергей Павлович
Сергей Павлович Шелухин (укр. Сергій Павлович Шелухін; 6 октября 1864, Деньги, Полтавская губерния — 25 декабря 1938, Либень) — украинский правовед, публицист, общественный и политический деятель.

## Биография
Родился в дворянской семье. Учился на юридическом факультете Киевского университета, ещё студентом примкнул к украинскому национальному движению. После окончания университета работал в судебных инстанциях Елизаветграда, Каменца-Подольского, Кишинёва и Одессы. Прокурор, член окружного суда. Сотрудничал в украинской прессе: с 1886 г. в «Зорях», в 1909—1914 гг. — в «Украинской хате» и т. д.
В 1917 г. — глава украинского революционного комитета в Одессе, член Центральной Рады, генеральный судья УНР, затем министр судебных дел (февраль-апрель 1918 г.).
В годы существования Украинской державы — член Государственного сената. Возглавлял украинскую делегацию на переговорах с РСФСР. В годы Директории — и. о. министра юстиции (декабрь 1918-апрель 1919 г.). Член украинской делегации на Парижской мирной конференции.
С 1921 г. в эмиграции в Чехословакии. Профессор уголовного права Украинского свободного университета и Украинского педагогического института им. М. Драгоманова. Глава Украинского комитета Чехословакии и Украинского юридического общества Чехии.
Писал стихи под псевдонимом С. Павленко.

## Сочинения
- Закон 14-го июня 1910 г. и поселяне-собственники (колонисты). Одесса, 1913.
- Немецкая колонизация. Одесса: Акц. Южно-Русское О-во печатного дела, 1914.
- L’Ukraine, la Pologne et la Russie et le Droit de libre dispositions des peuples. Paris: Revue d'études intern. «Le Drepeau bleu», [1919].
- Ukraine, Poland and Russia and the right of the free disposition of the peoples. Washington, 1919.
- Les termes Russie, Petite-Russie et Ukraine. Lausanne: Impr. A. Bovard-Giddey, 1919.
- Назва України. Відень, 1921.
- Варшавський договір між поляками й С. Петлюрою 21 квітня 1920 р. Прага: Нова Україна, 1926.
- Історикоправні підстави української державности. Прага, 1929.
- Звідкіля походить Русь. Теорія кельтського походження Київської Русі з Франції. З орієнтовною картою. — Прага, 1929.
- До вивчення «Руськоi правди». Прага: Укр. ун-т в Празi, 1930.
- Україна — назва нашої землі з найдавніших часів. Прага, 1936.